# Pante Makasar
Pante Makasar är en stad på Östtimors nordkust, 281 km väster om huvudstaden Dili. Staden är huvudstad i Oe-Cusse Ambeno (Oecusse) och har 4 730 invånare.
Namnet betyder Makasars strand och anspelar på handeln med Makassar på Sulawesi. Lokalt kallas staden även Oecussi, som betyder vattenkanon, och var namnet på ett av de kungadömen som bildade Oe-Cusse Ambeno. Under den portugisiska kolonisationen hette staden Vila Taveiro.
Lifau, i stadens utkant, var den plats där portugiserna först landsteg på Timor och var Portugisiska Timors första huvudstad fram till 1769, då huvudstaden flyttades till Dili på grund av konstanta attacker från topasserna.
På grund av avståndet till övriga Östtimor blev Oecussi-Ambeno, och speciellt Pante Makasar, det första område som ockuperades av Indonesien den 29 november 1975.
1999, i tumultet efter folkomröstningen om självständighet, drabbades Pante Makasar hårt av förstörelsen av prointegrationsmilisen med stöd av den indonesiska armén. 65 civila självständighetsanhängare hängdes och 90 % av byggnaderna brändes ned.
Idag har staden bara ett fåtal hus vid stranden med kristallklart vatten omgivet av palmer. Det finns ingen TV eller banker. Brottslighet är i det närmaste okänt. Den enda radiostationen sänder bara sporadiskt på grund av en gammal sändare. Elektriciteten är begränsad till fem timmar nattetid. Två gånger i veckan bryts isolationen tillfälligt då en färja från Deli anländer efter en 12-timmarsresa.